# فستوكة مرجية
الفستوكة المرجية نوع نباتي يتبع جنس الفستوكة من الفصيلة النجيلية.
تصنف أيضاً ضمن جنس الزوان كزوان مرجي.

## الوصف النباتي
النبات عشبي معمر. يستعمل كنبات زينة.